# Cho Jung-tai
Cho Jung-tai (chinês: 卓榮泰; pinyin: Zhuó Róngtài; Wade–Giles: Cho2 Jung2-tʻai4; Taipé, 22 de janeiro de 1959) é um político taiwanês e primeiro-ministro da República da China (Taiwan) desde 20 de maio de 2024.
Ele serviu no Conselho Municipal de Taipei de 1990 a 1998, quando foi eleito pela primeira vez para o Yuan Legislativo. Cho permaneceu como legislador até 2004, quando foi nomeado secretário-geral adjunto do presidente durante a administração Chen Shui-bian. Durante a candidatura presidencial de Frank Hsieh em 2008, Cho assumiu o cargo de Secretário-Geral do Partido Democrático Progressista. Ele retornou ao serviço público em 2017, como secretário-geral do Yuan Executivo sob o premiê William Lai. Em 2019, Cho sucedeu Tsai Ing-wen como líder do Partido Democrático Progressista. Ele permaneceu como líder do partido até maio de 2020, quando Tsai retomou o papel.